# Servidor raíz

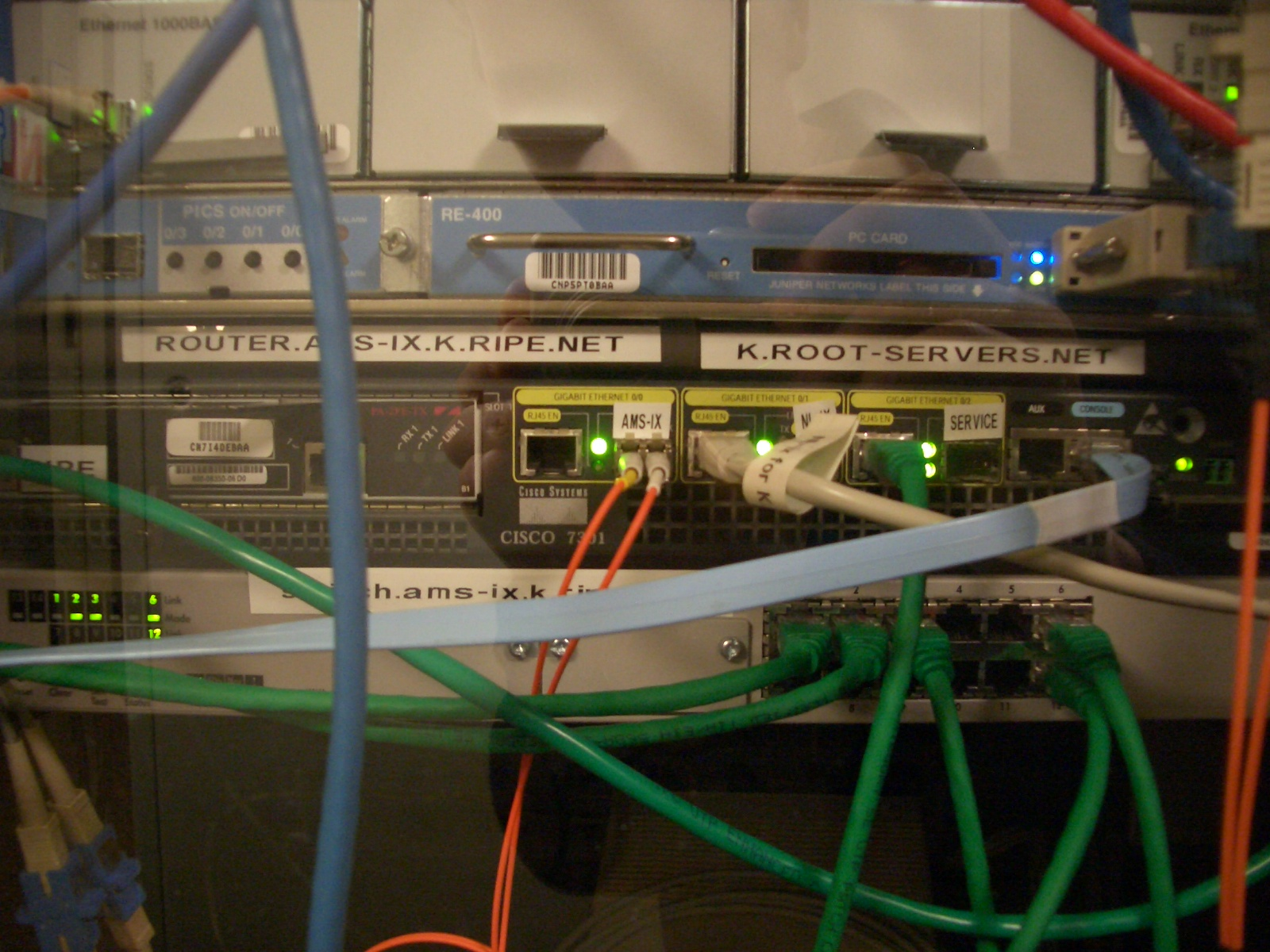
Mirror del servidor raíz K en Ámsterdam.

Un servidor raíz (root server en inglés) es un servidor de nombres para la zona raíz del Sistema de nombres de dominio de Internet (DNS). Los servidores de nombres raíz son una parte fundamental de Internet, ya que son el primer paso en la traducción (resolución) de los nombres de host legibles en direcciones IP que se utilizan en la comunicación entre los hosts de Internet.
La definición original del sistema DNS junto con las limitaciones de ciertos protocolos como, por ejemplo, el tamaño de los paquetes no fragmentados en UDP (User Datagram Protocol), se tradujo en la decisión de limitar el número de servidores raíz a 13 direcciones para atender las necesidades de toda la Internet pública en el mundo. Sin embargo, el uso de direccionamiento anycast permite que el número actual de servidores raíz sea mucho mayor.

## Funcionamiento
Dada una consulta de cualquier dominio, el servidor raíz proporciona al menos el nombre y la dirección del servidor autorizado de la zona de más alto nivel para el dominio buscado. De manera que el servidor del dominio proporcionará una lista de los servidores autorizados para la zona de segundo nivel, hasta obtener una respuesta razonable.

### Internet
Existen 13 servidores raíz en toda Internet, cuyos nombres son de la forma letra.root-servers.net, aunque siete de ellos no son realmente servidores únicos, sino que representan múltiples servidores distribuidos a lo largo del globo terráqueo (ver tabla siguiente). Estos servidores reciben miles de consultas por segundo y a pesar de esta carga la resolución de nombres trabaja con bastante eficiencia.

Al final del 2006 había un total de 13 servidores raíz, incluyendo servidores distribuidos.

## Direcciones de los servidores raíz
[actualizar]
Actualmente existen 13 servidores raíz especificados, con los nombres de la forma  letra.root-servers.net, donde letra va desde la A a la M. Esto no quiere decir que haya 13 servidores físicos, cada operador utiliza equipos informáticos redundantes para ofrecer un servicio fiable, incluso si falla el hardware o el software (por ejemplo, en Paraguay hay una copia del servidor raíz I y otra copia del servidor raíz L). Además, nueve de los servidores se operan en múltiples localizaciones geográficas, utilizando una técnica de enrutamiento de llamada anycast, proporcionando un mayor rendimiento y aún mayor tolerancia a fallos.
Diez servidores se encontraban originalmente en los Estados Unidos, y algunos son operados ahora vía anycast. Tres servidores se encontraban originalmente en Estocolmo (I), Ámsterdam (K) y Tokio (M).
| Letra | Dirección IPv4 | Dirección IPv6                               | Número de sistema autónomo | Nombre antiguo   | Operador                           | Ubicación #sitios (global/local)            | Software |
| ----- | -------------- | -------------------------------------------- | -------------------------- | ---------------- | ---------------------------------- | ------------------------------------------- | -------- |
| A     | 198.41.0.4     | 2001:503:ba3e::2:30                          | AS26415                    | ns.internic.net  | Verisign                           | distribuido (anycast) 4/0                   | BIND     |
| B     | 192.228.79.201 | 2001:478:65::53 (no en la zona raíz todavía) | AS4                        | ns1.isi.edu      | USC-ISI                            | Marina Del Rey, California, U.S. 1/0        | BIND     |
| C     | 192.33.4.12    | 2001:500:2::c                                | AS2149                     | c.psi.net        | Cogent Communications              | distribuido (anycast) 8/0                   | BIND     |
| D     | 199.7.91.13    | 2001:500:2d::d                               | AS27                       | terp.umd.edu     | Universidad de Maryland            | College Park, Maryland, U.S. 1/0            | BIND     |
| E     | 192.203.230.10 | 2001:500:a8::e                               | AS297                      | ns.nasa.gov      | NASA                               | Mountain View, California, U.S. 1/11        | BIND     |
| F     | 192.5.5.241    | 2001:500:2f::f                               | AS3557                     | ns.isc.org       | Internet Systems Consortium        | distribuido (anycast) 4/51                  | BIND 9   |
| G     | 192.112.36.4   | 2001:500:12::d0d                             | AS5927                     | ns.nic.ddn.mil   | Defense Information Systems Agency | distribuido (anycast) 6/0                   | BIND     |
| H     | 128.63.2.53    | 2001:500:1::803f:235                         | AS13                       | aos.arl.army.mil | U.S. Army Research Lab             | Aberdeen Proving Ground, Maryland, U.S. 2/0 | NSD      |
| I     | 192.36.148.17  | 2001:7fe::53                                 | AS29216                    | nic.nordu.net    | Netnod (antes Autonómica)          | distribuido (anycast) 41/0                  | BIND     |
| J     | 192.58.128.30  | 2001:503:c27::2:30                           | AS26415                    |                  | Verisign                           | distribuido (anycast) 62/13                 | BIND     |
| K     | 193.0.14.129   | 2001:7fd::1                                  | AS25152                    |                  | RIPE NCC                           | distribuido (anycast) 5/12                  | NSD      |
| L     | 199.7.83.42    | 2001:500:3::42                               | AS20144                    |                  | ICANN                              | distribuido (anycast) 130/0                 | NSD      |
| M     | 202.12.27.33   | 2001:dc3::35                                 | AS7500                     |                  | Proyecto WIDE                      | distribuido (anycast) 4/1                   | BIND     |

Notas
1. ↑  desde enero 2004; originalmente era 128.9.0.107
2. ↑  desde el 3 de enero de 2013; originalmente era 128.8.10.90
3. ↑  desde noviembre 2002; originalmente era 198.41.0.10
4. ↑  desde noviembre 2007; originalmente era 198.32.64.12

Los servidores más antiguos tenían sus propios nombres antes de que se estableciera la política de nombres similares.

## Supervisión de los servidores raíz
El comité asesor del sistema de servidores DNS raíz (en inglés DNS Root Server System Advisory Committee) es un comité de la ICANN, que por estatutos tienen autoridad sobre la operación del sistema. Sin embargo, la zona raíz es controlada por el Departamento de Comercio de Estados Unidos, que debe aprobar todos los cambios en el archivo de zona raíz solicitados por la ICANN.

## Archivo de la zona raíz
El archivo de zona de la raíz es un pequeño conjunto de datos (alrededor de 200 kB) cuya publicación es el propósito principal de los servidores raíz
El archivo de la zona raíz está en la cúspide de una base de datos jerárquica distribuida llamada el Sistema de Nombres de Dominio (DNS). Esta base de datos es utilizada por casi todas las aplicaciones de Internet en todo el mundo para traducir nombres únicos como www.wikipedia.org en otros identificadores, tales como direcciones IP.
El contenido del archivo de zona raíz es una lista de nombres y direcciones numéricas IP de los servidores DNS autorizados para todos los dominios de nivel superior (TLD), como com, org, edu, o los dominios de código de país de nivel superior. El 12 de diciembre de 2004, había 258 dominios de primer nivel y 773 servidores autorizados diferentes para los dominios de primer nivel en la lista. Otros servidores de nombres reenvían las consultas para las que no tienen ninguna información acerca de servidores con autoridad a un servidor de nombres raíz. El servidor de nombres raíz, utilizando su archivo de zona raíz, responde con una referencia a los servidores autorizados para el adecuado dominio de nivel superior o con una indicación de que ese TLD no existe.